# Mesembryanthemum namibense
Mesembryanthemum namibense är en isörtsväxtart som beskrevs av Hermann Wilhelm Rudolf Marloth. Mesembryanthemum namibense ingår i Isörtssläktet som ingår i familjen isörtsväxter. Inga underarter finns listade i Catalogue of Life.